# Vườn Tuileries

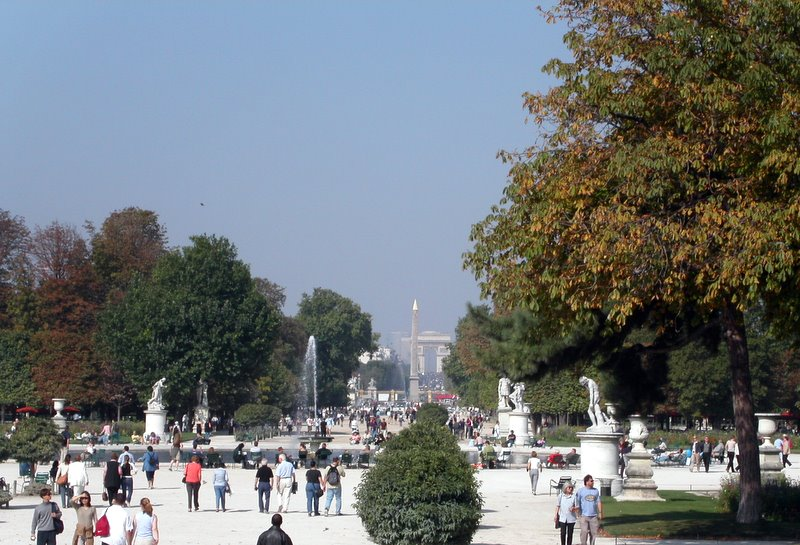
Từ Tuileries nhìn về phía Khải Hoàn Môn

Vườn Tuileries (Túy Liên) nằm ở trung tâm thành phố Paris, thuộc Quận 1. Ở vị trí này trước đây là cung điện hoàng gia Tuileries cùng khu vườn. Nhưng cuối thế kỷ 19, cung điện bị đốt cháy và phá hủy sau đó. Ngày nay nơi đây chỉ còn vườn Tuileries.
Được tạo ra từ thế kỷ 16, tới thời vua Louis XIV, vườn Tuileries được mở cho công chúng, trở thành khu vườn công cộng đầu tiên của Paris. Ngày nay, đây là khu vườn lớn nhất thành phố Paris.
| Métro Paris | Bến tàu điện ngầm: Tuileries hoặc Concorde |

Nằm ở bờ phải sông Seine, phía Bắc vườn Tuileries là phố Rivoli, phía Đông là Khải hoàn môn Carrousel cùng bảo tàng Louvre, còn phía Tây là quảng trường Concorde. Tuileries có diện tích 280.000 m², mang hình chữ nhật trải dài cạnh sông.
Phía gần quảng trường Concorde, một bể lớn hình bát giác, bên cạnh đặt nhiều ghế sắt cho những người đi dạo, khách du lịch nghỉ chân. Cạnh đó, hai bên là bảo tàng bảo tàng Orangerie và bảo tàng Jeu de Paume nằm đối xứng nhau. Cũng ở cổng vào phía quảng trường Concorde còn có một hiệu sách. Phía Louvre có một bể nước khác hình tròn. Khắp vườn Tuileries được trang trí nhiều tượng đài. Một số khu vực được dành cho trẻ em chơi đùa, cùng dịch vụ cho thuê thuyền đồ chơi để thả trên bể.
Nằm ở trung tâm thành phố, nối bảo tàng Louvre với quảng trường Concorde, Tuileries là khu vực đi dạo ưu thích của nhiều người dân thành phố cũng như khách du lịch. Vườn được mở cửa từ 7 giờ 30 tới 19 giờ.

## Lịch sử

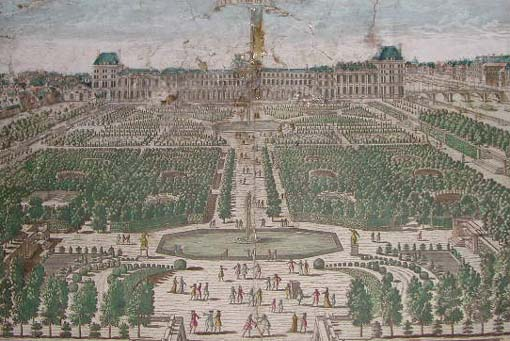
Vườn cùng cung điện vào thế kỷ 17

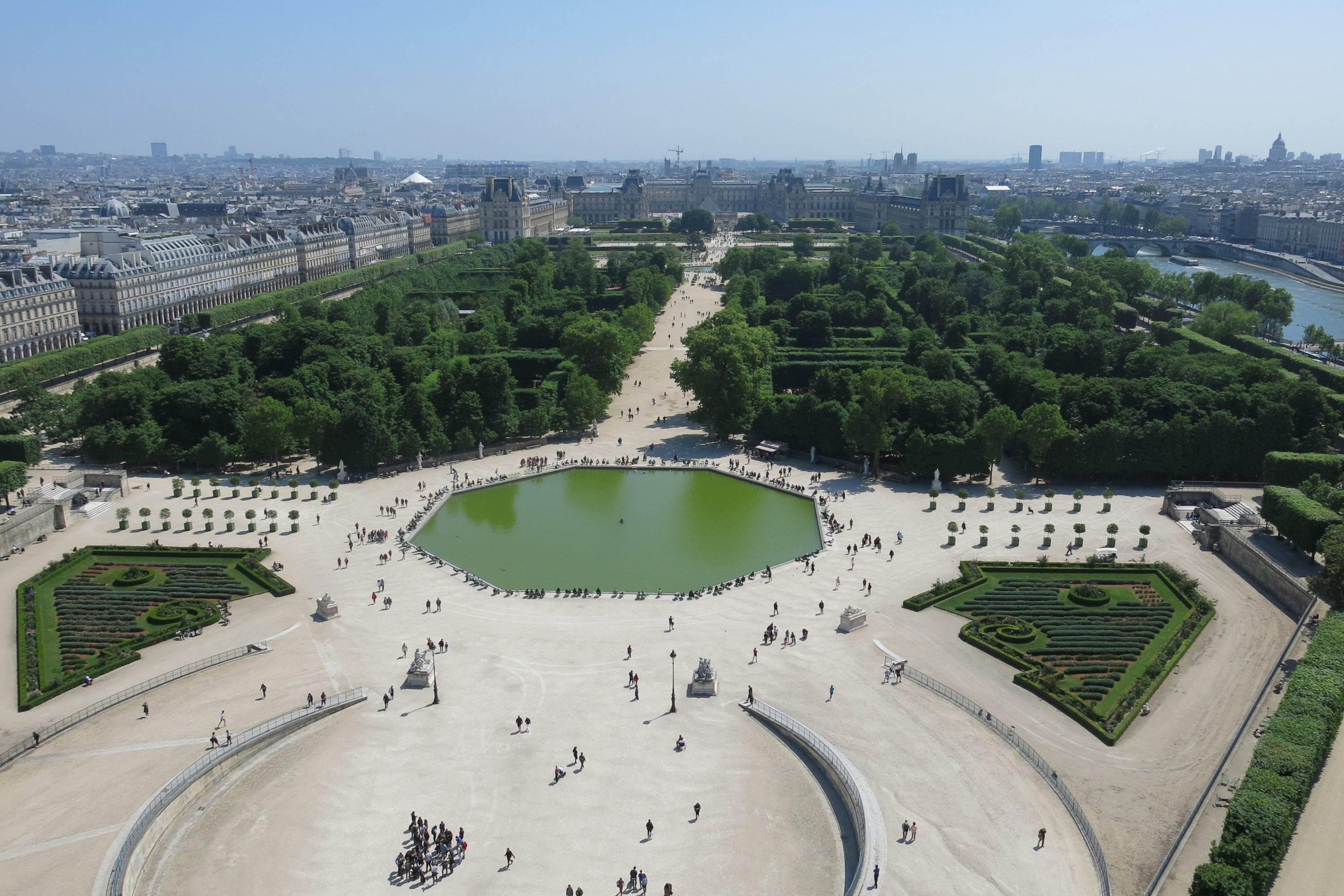
Tuileries nhìn từ phía quảng trường Concorde

Từ thế kỷ 12, khu vực vườn Tuileries đã có các xưởng sản xuất ngói và bao quanh là các cánh đồng trồng bầu, bí. Năm 1519, vua François I chọn nơi đây để xây dựng một dinh thự và khu vườn. Mặc dù vậy, François I chưa bao giờ sống tại dinh thự này.
Năm 1564, Catherine de Médicis cho san bằng toàn bộ khu vực, xây dựng nên cung điện Tuileries. Bên cạnh cung điện là khu vườn lấy cảm hứng từ các vườn Trung Cổ. Nhiều lễ hội hoàng gia đã được tổ chức ở đây. Tháng 6 năm 1572, một lễ hội có sự tham gia của Elisabeth I của Anh. Vài tháng sau đó, ngày 21 tháng 8, vườn Tuileries là nơi tổ chức lễ cưới của Enrique III của Navarra và Marguerite của Pháp, tức vua Henri IV và Marguerite của Pháp sau này.
Dưới thời Henri IV, vườn Tuileries được cải tạo lại. Các bồn hoa được trang trí thêm, lối đi lớn được giàn cây che, một bể trang trí lớn được xây dựng lấy nước từ trạm bơm Samaritaine cạnh cầu Pont Neuf. Đến thời Louis XIII, vườn Tuileries được mở cho công chúng nhưng chỉ tầng lớp thượng lưu.
Tới thời Louis XIV, cung điện Tuileries được xây dựng mở rộng. Jean-Baptiste Colbert chọn André Le Nôtre - họa sĩ thiết kế vườn nổi tiếng - để cải tạo vườn Tuileries từ một khu vườn Trung Cổ thành khu vườn phong cách Pháp. André Le Nôtre cho bố trí lại khu vườn, tạo nên cảnh quan đẹp nhất khi nhìn từ cung điện. Mặc dù vậy, thời kỳ này triều đình Pháp chuyển dần về lâu đài Versailles. Vua Louis XIV cho phép tất cả mọi người dân được vào thăm vườn, với điều kiện phải ăn mặc chỉnh tề. Tuileries trở thành vườn công cộng đầu tiên của Paris.
Khi Louis XIV qua đời, Louis XV mới năm tuổi và được Philippe của Orléans - quyền nhiếp chính khi đó - đưa trở lại cung điện Tuileries. Năm 1719, nhiều tác phẩm điêu khắc được chuyển từ công viên Marly về Tuileries trang trí trong lối đi của vườn. Năm 1753, phía cuối vườn, quảng trường Louis XV được mở, tức quảng trường Concorde ngày nay. Tới năm 1794, một số tác phẩm điêu khắc khác được chuyển từ công viên hoàng gia cũ về vườn Tuileries.
Trong thời kỳ Cách mạng Pháp, vườn Tuileries là địa điểm của nhiều cuộc biểu tình. Louis XVI cùng hoàng tộc quay lại cung điện Tuileries rồi bị xử tử sau đó. Napoléon Bonaparte lên nắm quyền cũng sống tại Tuileries và cho mở phố Rivoli nằm ở bên phía Bắc vườn. Cho tới Đệ nhị đế chế, khu vườn vẫn là nơi tổ chức nhiều lễ hội của hoàng gia. Đầu thập niên 1850, tòa nhà Orangerie được xây dựng, hiện nay là bảo tàng Orangerie. Nằm đối xứng, năm 1861 là tòa nhà của bảo tàng Jeu de Paume hiện nay. Thời kỳ Công xã Paris, các binh lính công xã đã đốt cháy cung điện Tuileries vào năm 1871. Tới năm 1883, phần đổ nát còn lại cũng bị san phẳng. Vườn Tuileries trở nên rộng hơn.
Trong suốt khoảng thời gian từ cuối thế kỷ 18, không chỉ các lễ hội hoàng gia, nhiều sự kiến đại chúng cũng được tổ chức ở vườn Tuileries. Năm 1793, những quả bóng khí hydro đầu tiên được thả ở đây. Tới năm 1898 là triển lãm ô tô đầu tiên. Năm 1900, vườn là nơi tổ chức bữa tiệc với 22000 thị trưởng của Pháp tham dự....
Trong những năm 1990, cùng với những sửa chữa ở bảo tàng Louvre, vườn Tuileries cũng được chăm sóc, bố trí lại. Nhiều cây mới được trồng, đặt thêm các trò chơi cho trẻ em, một số tác phẩm điêu khắc đương đại cũng được trang trí ở đây. Nước tưới cây được lấy từ kênh Ourcq và hệ thống tưới điều khiển bằng hệ thống máy tính.

## Hình ảnh

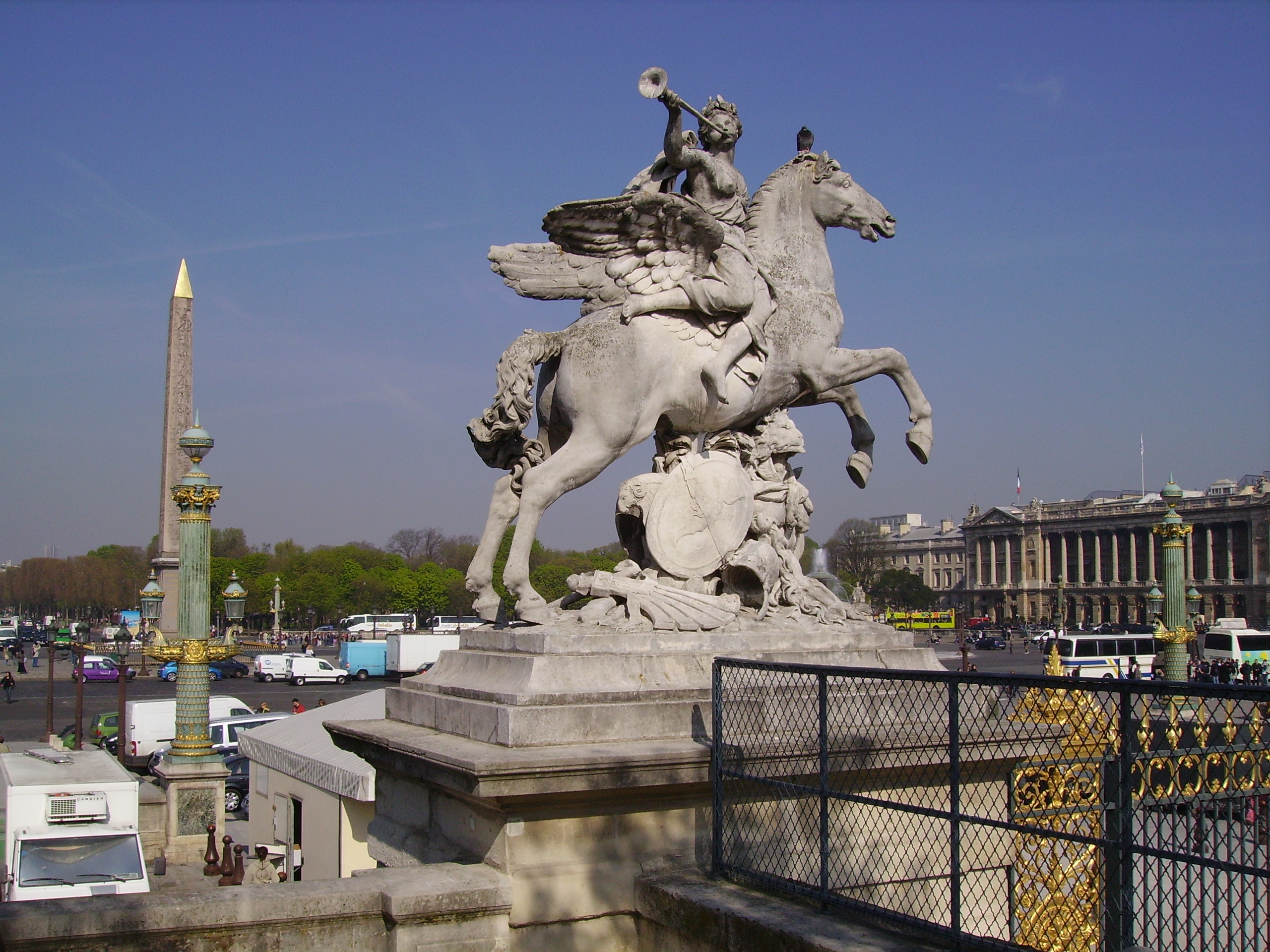
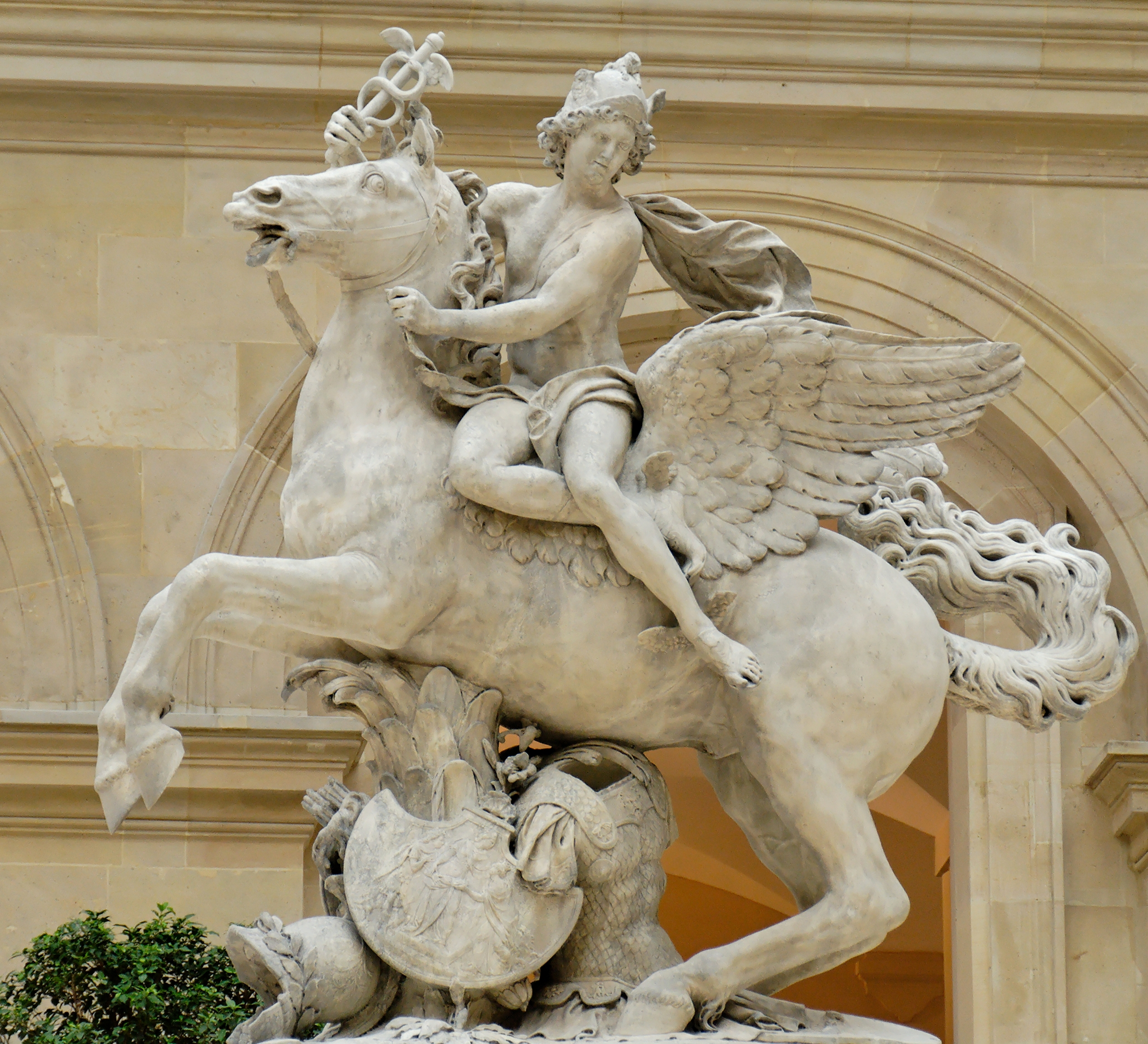
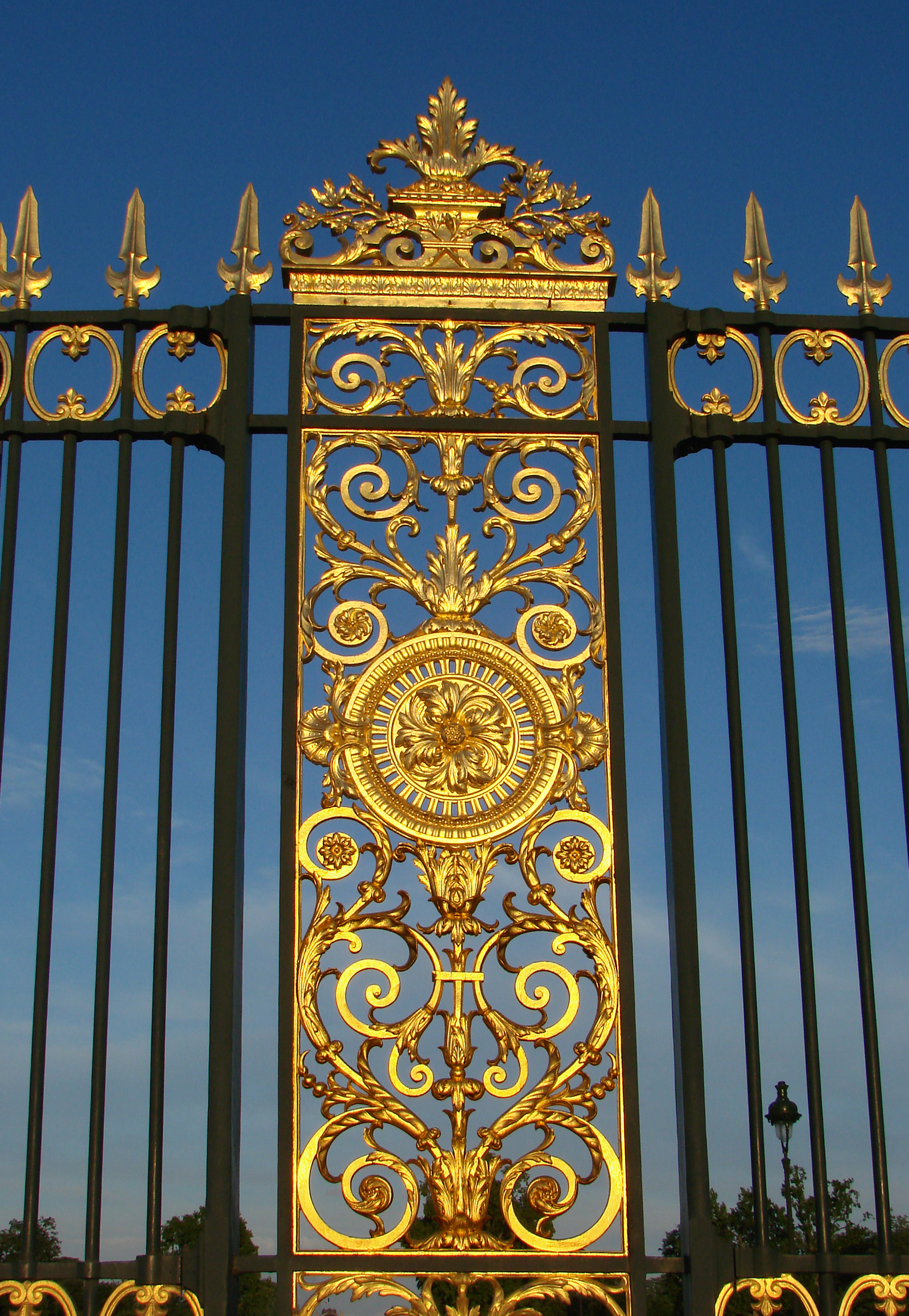
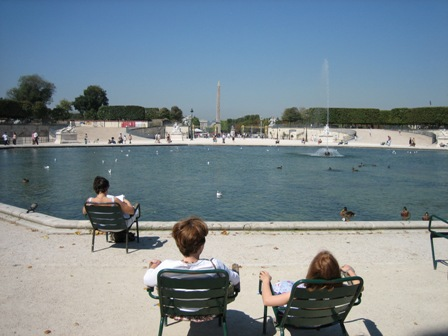
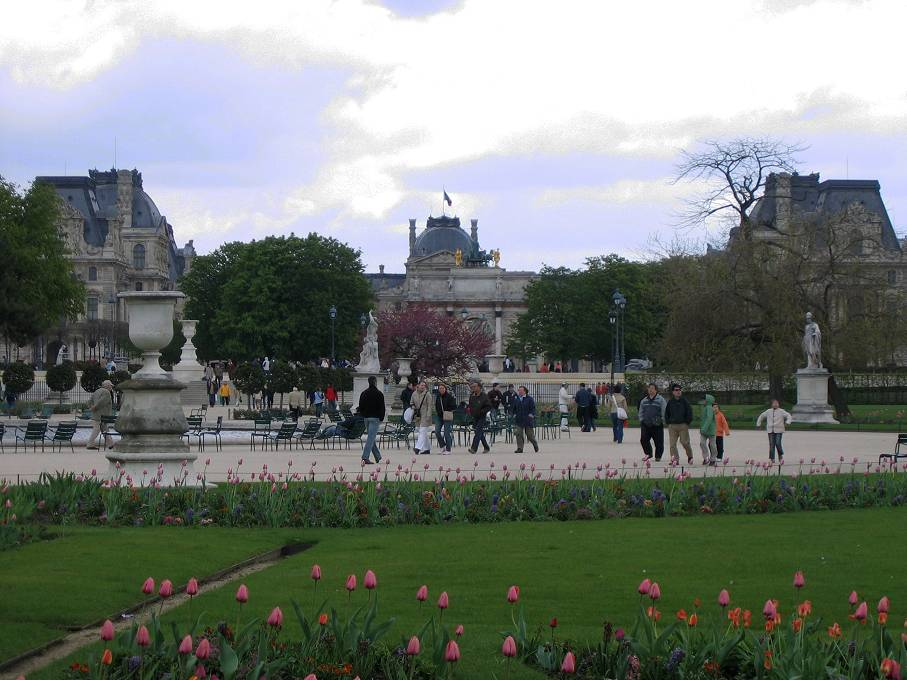
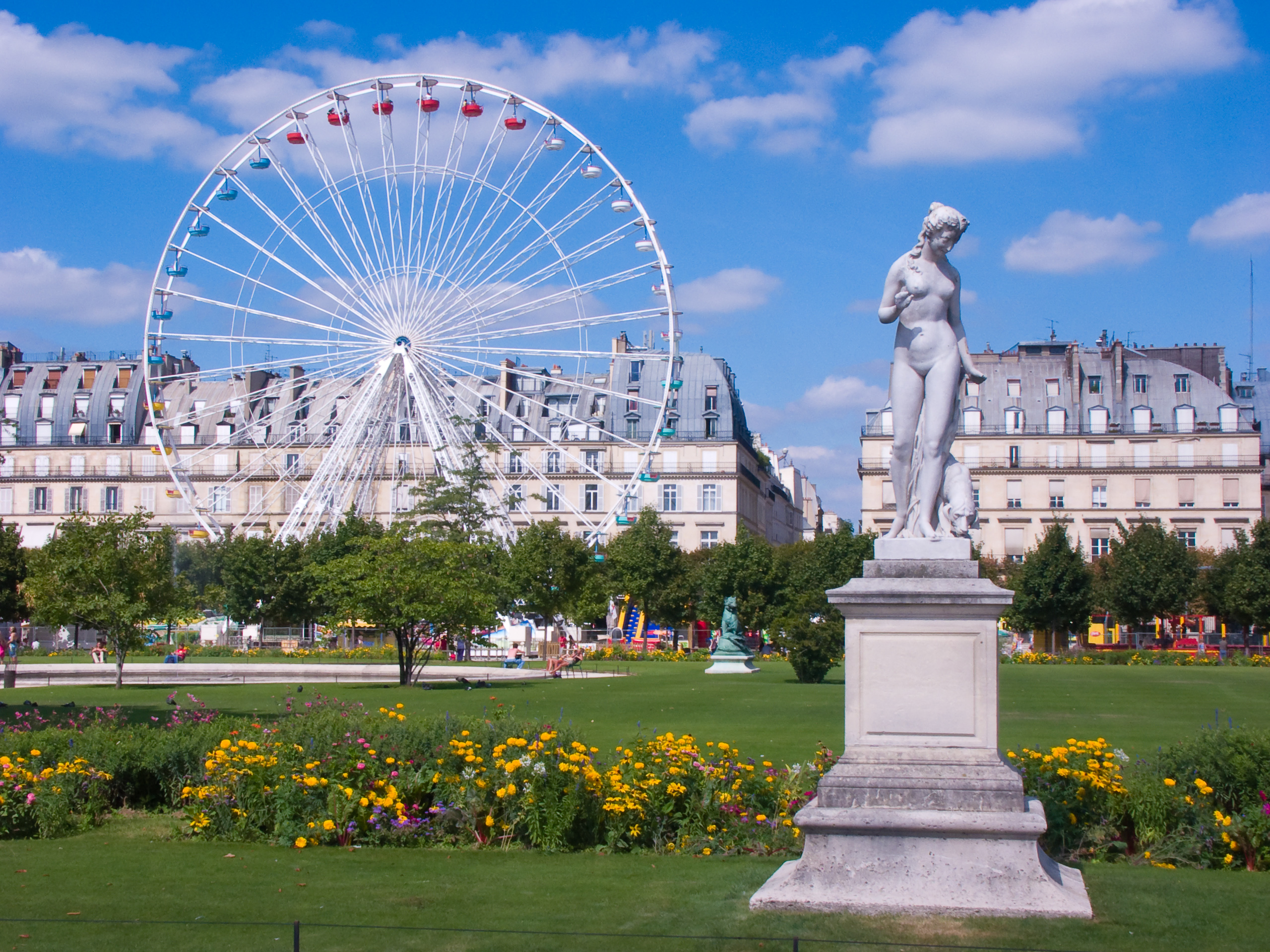
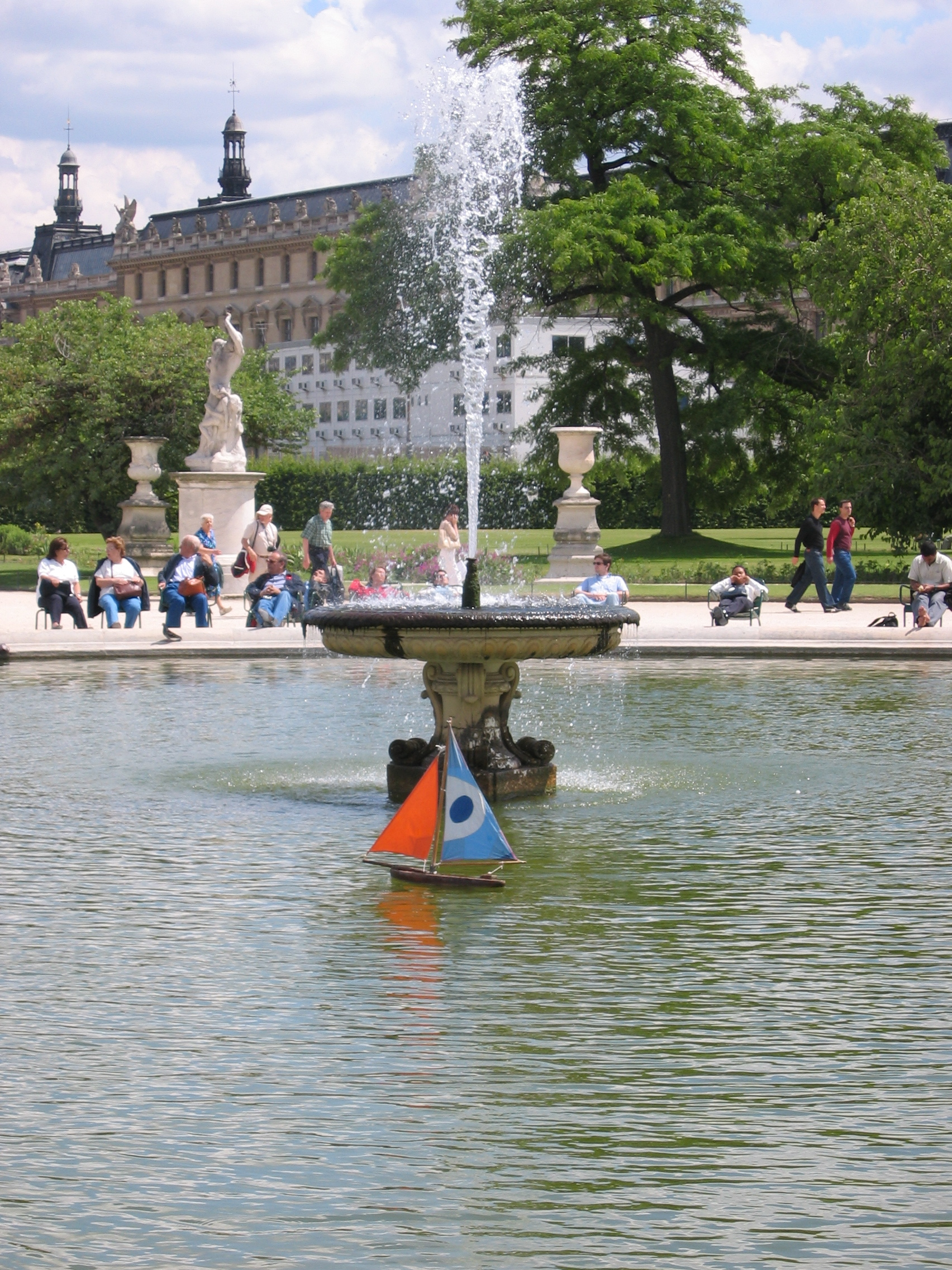
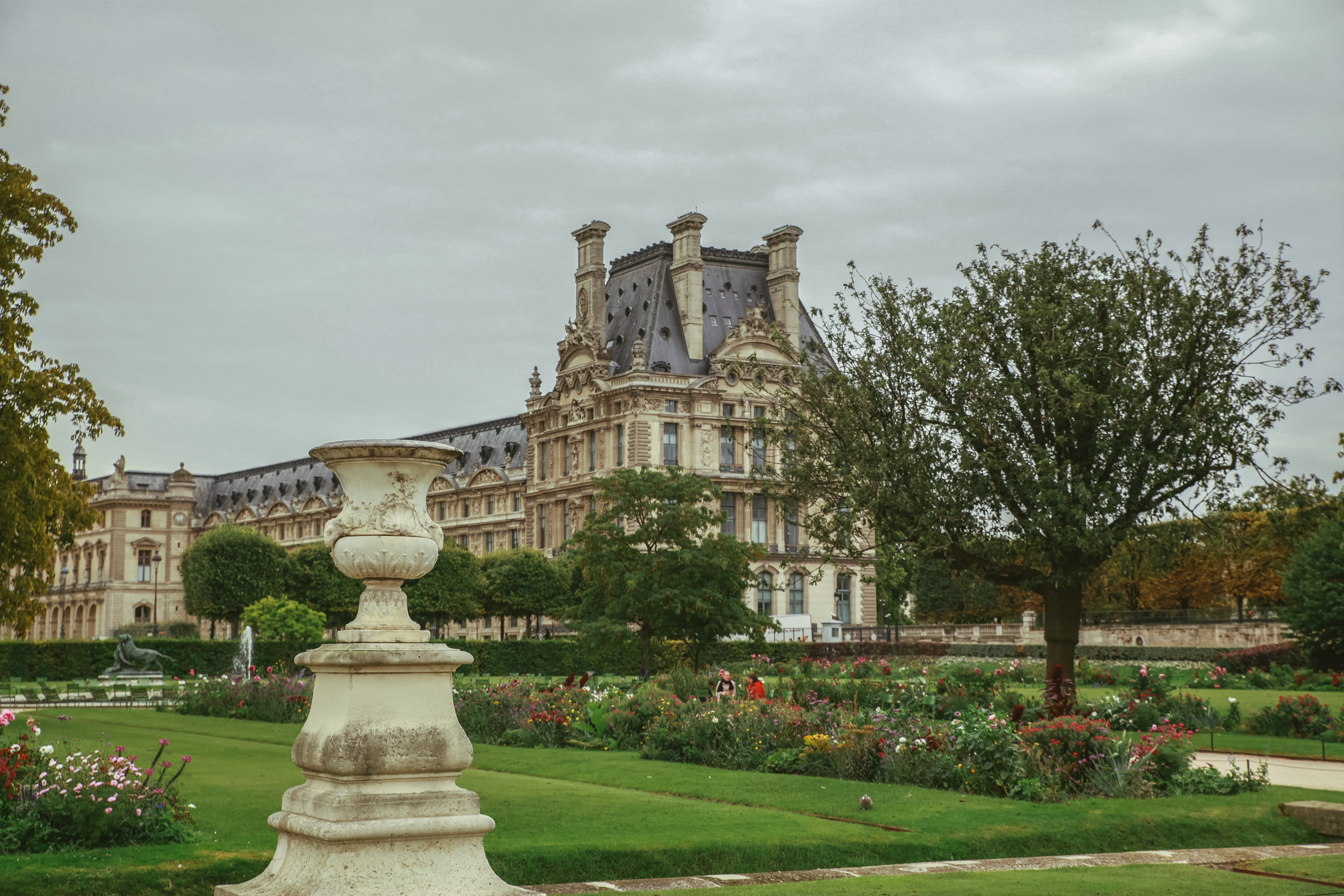
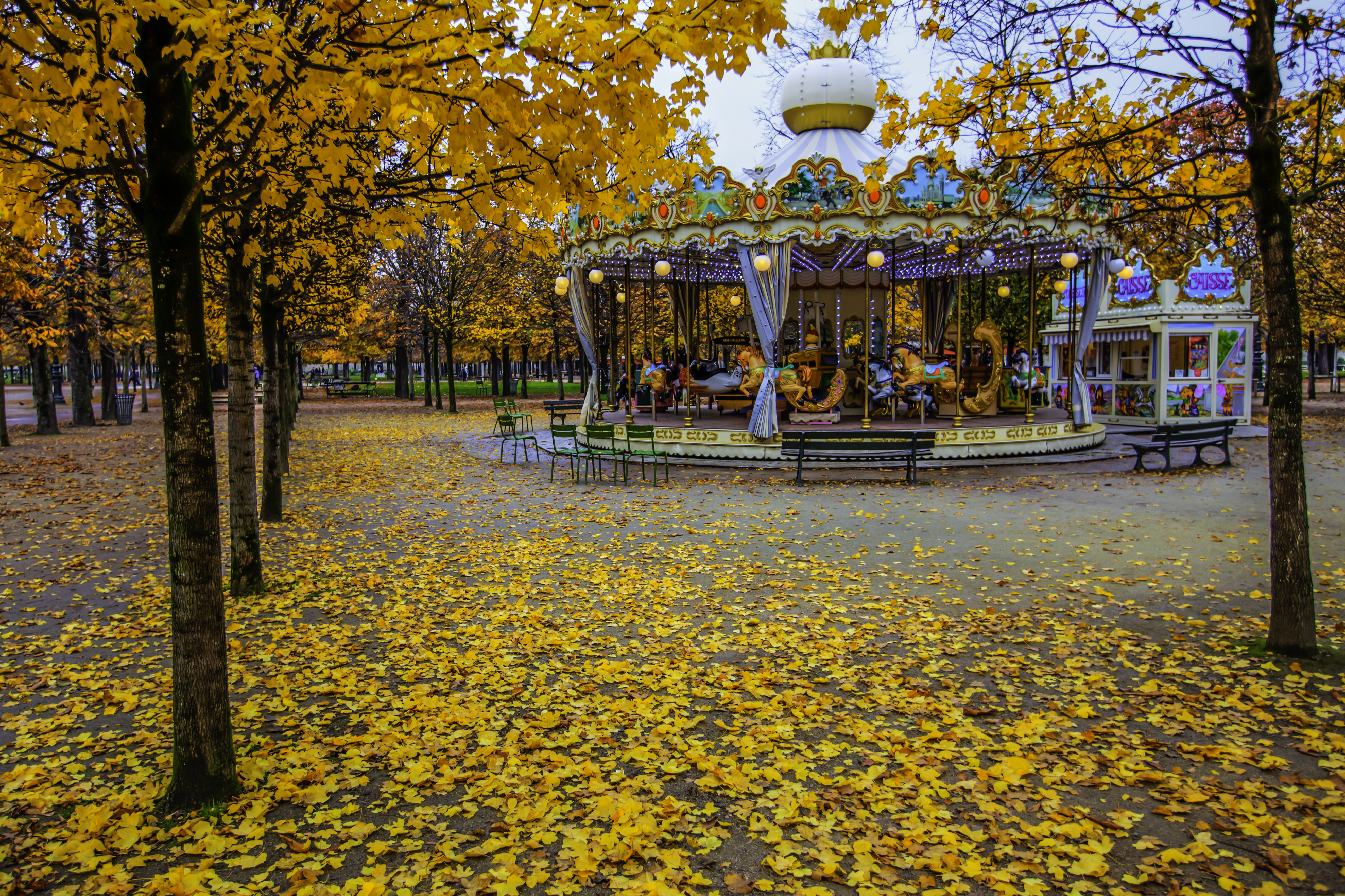
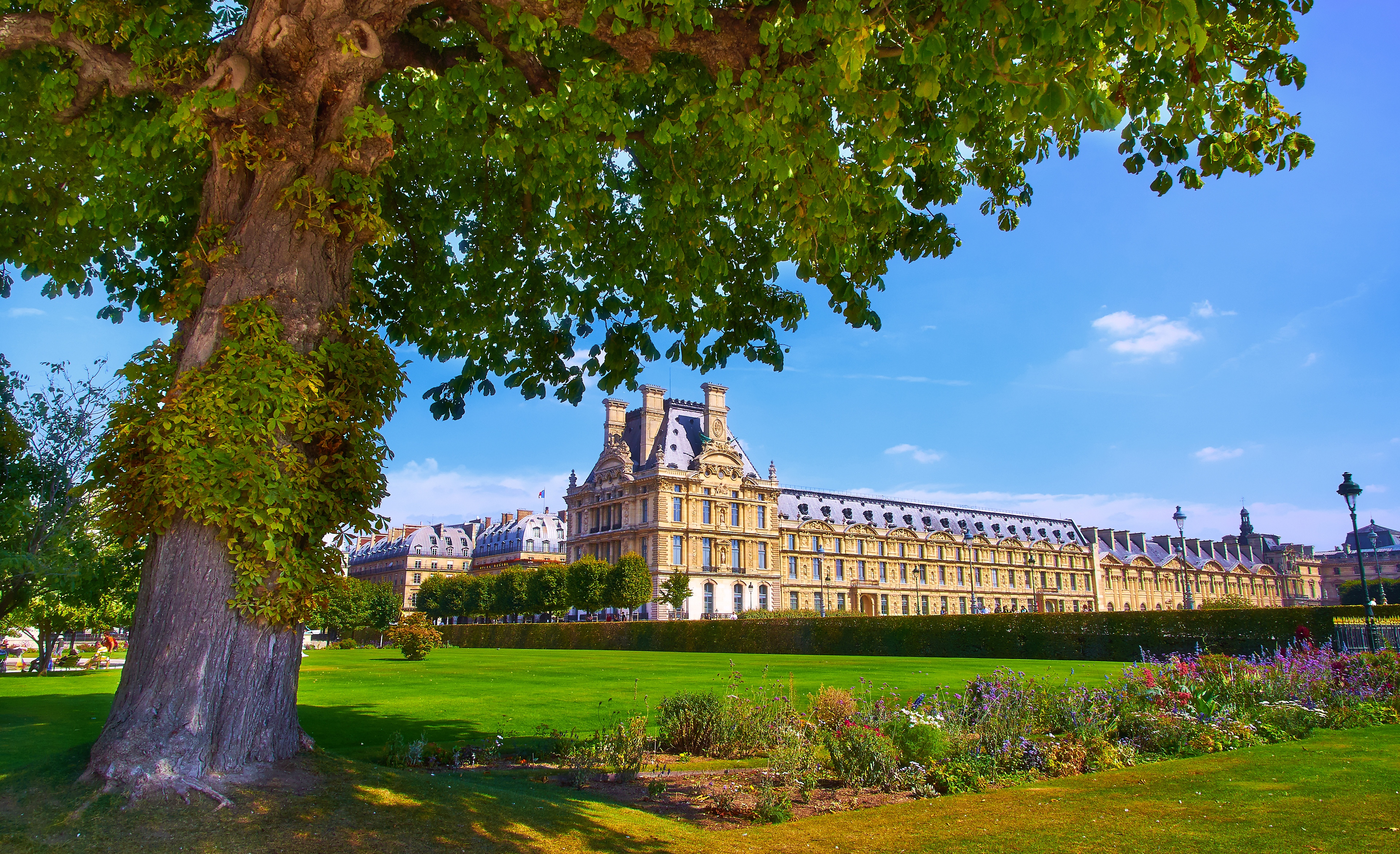
Viện bảo tàng Louvre